# Notation multiplicative
En algèbre, la notation multiplicative désigne le fait de noter une opération de façon analogue à la multiplication des nombres. C'est souvent le cas de l'opération interne des groupes non nécessairement abéliens, de la seconde loi des anneaux et même de la loi de composition des fonctions.
Le groupe multiplicatif d'un anneau est plus précisément le groupe des éléments inversibles de cet anneau.

## Élément neutre
Il est noté {\displaystyle \ 1}.

## Puissances
Ainsi, on parle de puissances pour un groupe, dans le cas d'une succession finie d'éléments identiques liés par l'opération associée notée {\displaystyle \times } (et on la nomme parfois « multiplication » ou « produit »).